# Мансфилд, Эдвард
Эдвард Мансвельт или Мансфилд (англ. Edward Mansvelt/Mansfield) (16??—1667) — голландский корсар XVII века, пират, который был признан как неофициальный вождь Берегового Братства. Он был первым, кто организовывал крупномасштабные набеги против испанских поселений и использовал тактику нападения на испанские цитадели, которая будет успешно применяться более поздними пиратами в будущем. Имел значительное влияние на Тортуге и в Порт-Ройале. Его считали одним из самых удачливых пиратов своего времени. После смерти Мансвельта его преемником стал его протеже и вице-адмирал Генри Морган.

## Биография
Информация о происхождение Мансфельда противоречива: он был известен как голландец из Кюрасао или англичанин, и обычно упоминается под фамилиями Мансвельт или Мансфилд. Впервые он упоминается принимающим отчёт от комиссии, занимающейся каперством, возглавляемой губернатором Эдвардом Д’Уалеи в Порт-Рояле в 1659 году. Имея базу на Ямайке в начале 1660-х, он начал совершать набеги на испанские торговые корабли и прибрежные поселения, доходя по суше до Тихоокеанского побережья Южной Америки. В конце 1665 года он напал на кубинскую деревню, имея 200 пиратов. Вскоре после этого набега он был назначен Томасом Модифордом, новым губернатором Порт-Рояла, командующим флотом, предназначенным для борьбы с голландцами на Кюрасао. Его люди отказались бороться с голландцами, потому что некоторые сами были голландцами; другие полагали, что будет намного более прибыльным продолжить набеги против испанцев.
В январе 1666 года Мансвельт и его команда ушли из Ямайки. Согласно писателю и историку Александру Эксквемелину, Мансвельт привел флот, который захватил и ограбил Гранаду и Остров Св. Екатерины, хотя некоторыми источниками это оспаривается. Он был, как бы то ни было, избран адмиралом флота, состоящим из 10-15 судов и около 500 пиратов. Приплыв в Коста-Рику в апреле, он намеревался напасть на Картаго и продвинуться на несколько миль внутрь побережья, но был вынужден вернуться из упорного сопротивления испанских защитников Турриальбы. Несколько участников приняли решение оставить экспедицию, чтобы возвратиться на Ямайку или Тортугу после этой неудачи, однако Мансвельт собрал остатки своего флота, успешно напал на Остров Св. Екатерины и захватил остров Санта-Каталины, также известной как Остров Провидения. Это имя было дано ему английскими пуританами, которые поселились здесь в 1630 году. В тот момент, когда Мансвельт приплыл сюда со своим флотом, Островом Провидения управляла Испания.

## Смерть Мансфилда
После занятия острова Св. Екатерины Мансвельт послал призыв в Порт-Рояль за подкреплением, чтобы в перспективе использовать остров в качестве опорного пункта, откуда можно совершать нападения на испанцев. Однако ему не удалось убедить губернатора послать ему войска, и все его попытки использовать остров в качестве пиратского убежища окончились неудачей, и вскоре он умер от внезапной болезни. Другая версия, согласно Александру Эксквемелину, утверждает, что он отплыл от острова и по дороге к Тортуге был захвачен испанцами и казнён на Кубе за совершённые им деяния.
Независимо от этого, власть Мансвельта была принята его начинающим протеже капитаном Генри Морганом вскоре после новостей о его смерти.